# 托爾馬鄉

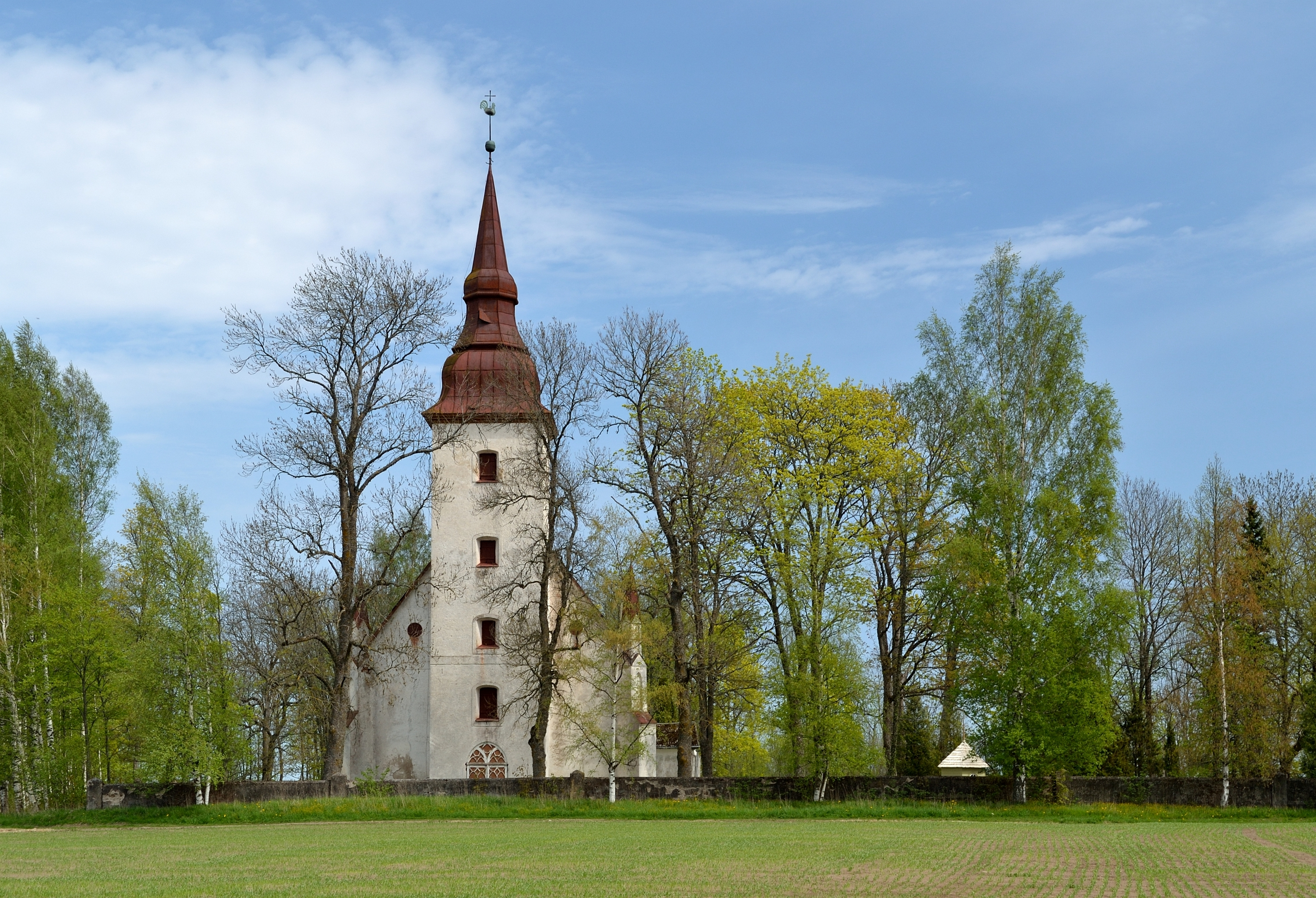
托尔马教堂

托爾馬鄉曾是愛沙尼亞約格瓦縣的一個鄉村型市镇，位於該國東部，行政中心設於托爾馬，面積349平方公里，2006年人口2,472，人口密度每平方公里7人。
2017年爱沙尼亚行政改革后，托尔马市镇的大部分与其他市镇合并为新的约格瓦市镇，而一个村庄（Võtikvere）则与其他市镇合并为新的穆斯特韦市镇。
58°48′47″N 26°44′17″E / 58.813°N 26.738°E